# Joseph Soriano
José o Joseph Soriano y Rubio (Alobras, ¿1733? - Albarracín, 23 de marzo de 1757) fue un presbítero, compositor y maestro de capilla español activo en la Catedral de Albarracín.

## Vida
Se tienen noticias de Joseph Soriano desde el 14 de enero de 1753, cuando fue admitido como de infante de coro en la Catedral de Albarracín, lo que pondría su fecha de nacimiento hacia 1733.
En 1752 las muchas ausencias de José Moreno y Polo obligaron a la Catedral de Albarracín a declarar vacante la capilla. En julio de 1752 se realizaron las oposiciones a las que acudieron Joseph Soriano y Francisco Acuña, al que denominan «tonsurado de la ciudad de Murcia». Acuña tomó posesión del cargo el 18 de julio.
A los pocos días se tomaron las siguientes decisiones:

[...] la plaza de tenor a Joseph Gaspar, hijo de Orihuela de esta Diócesis, tonsurado; se eligió para la de bajón a Cristóbal Erbás, tonsurado de Segorbe. Y se dijo que, cuando suceda vacar los beneficios de Mtro. de Capilla y Tenor, no se pongan editos, si en virtud de la aprobación que han hecho los examinadores de las personas de Joseph Soriano, tonsurado hijo de Alobras de esta Diócesis, de Pedro Prada de Zaragoza, se llame para el magisterio de Capilla a dicho Joseph Soriano y para el de tenor a dicho Pedro Prada
24 de julio de 1752

Los problemas con Acuña comenzaron a los pocos meses, con el Cabildo reclamando que el maestro fijase su residencia en Albarracín:

[...] que se envíen letras a mosén Fernando Acuña, Mtro. de Capilla para que o venga a residir o renuncie el beneficio, y si no, que se pasará a vacar como lo estila esta iglesia.
3 de noviembre 1752

En 1753 finalmente se declaró vacante el magisterio:

Se otorgó poder a Pedro Martínez, escolán, para que pueda comparecer en curia para declarar vacante el beneficio de Mtro. de Capilla y presentar en él a Joseph Soriano nombrado por el Cabildo.
1 de marzo de 1753

Joseph Soriano fue nombrado maestro sin necesidad de oposiciones, como ya se había decidido anteriormente. No permanecería en el cargo más que cuatro años, por lo que no hay muchas noticias en las actas capitulares. El 1 de abril de 1757 aparece en las actas: «[...] que el Mtro. de Capilla Marzo, el organista, examinen a tres opositores para el beneficio de Thenor [...]», por lo que es de suponer que Soriano ya no ocupaba el cargo y estaba un tal Marzo, organista. Baltasar Saldoni da el 23 de marzo de 1757 como fecha de fallecimiento del maestro.
Según la información de Saldoni, los sucesores de Joseph Soriano fueron Ramón Lázaro y más tarde Juan Donnini, que no son mencionados en las actas capitulares.

## Obra
Solo se conserva una obra de Soriano en Albarracín, la número 1003 del catálogo.